# Edward Wyke-Smith
Edward Augustine Wyke-Smith (1871-1935) was een Engelse schrijver, ingenieur in de mijnindustrie en avonturier. Hij schreef The Marvellous Land of Snergs, tegenwoordig vooral bekend als inspiratie voor Tolkiens creatie van de hobbits.

## Biografie
Na een periode in de Horse Guards in het Engelse Whitehall, ging Wyke-Smith aan boord van een windjammer en zeilde naar Australië en de westkust van de Verenigde Staten. In het Amerikaanse Westen werkte hij als cowboy. Eenmaal terug in Engeland, studeerde hij voor mijningenieur en daaropvolgend werkte hij als ingenieur voor mijnen in Mexico, de Sinaï, Zuid-Amerika, Spanje, Portugal en Noorwegen. In 1913, tijdens de Mexicaanse Revolutie, redde hij zijn vrouw uit de hoofdstad. Hij bouwde een pontonbrug over het Suezkanaal gedurende de Eerste Wereldoorlog.
Hij schreef zijn eerste boek, Bill of the Bustingforths, op verzoek van zijn kinderen en schreef er vervolgens nog enkele, zowel voor kinderen als volwassenen.

## Invloed op Tolkien
Het is van J.R.R. Tolkien, auteur van The Hobbit en The Lord of the Rings, bekend dat hij The Marvellous Land of Snergs aan zijn kinderen heeft voorgelezen. Hij zei: "I should like to record my own love and my children's love of E. A. Wyke-Smith's Marvellous Land of Snergs, at any rate of the snerg-element of that tale, and of Gorbo the gem of dunderheads, jewel of a companion in an escapade."

De overeenkomsten tussen de snergs en de hobbits hebben geleid tot speculaties dat het boek een grote bron van inspiratie was.
Er zijn grote gelijkenissen in hun fysiologische omschrijvingen, hun voorliefde voor gemeenschapsfeesten en hun benamingen, in het bijzonder Gorbo en Bilbo. In alle boeken zijn er tevens reizen door gevaarlijke bossen en ondergrondse grotten.